# Djupsjön (Indals socken, Medelpad, 693646-156336)
Djupsjön är en sjö i Sundsvalls kommun i Medelpad och ingår i Selångersåns huvudavrinningsområde. Sjön har en area på 0,0957 kvadratkilometer och ligger 138,3 meter över havet.

## Delavrinningsområde
Djupsjön ingår i det delavrinningsområde (693665-156413) som SMHI kallar för Ovan 693532-156439. Medelhöjden är 169 meter över havet och ytan är 6,28 kvadratkilometer. Räknas de 3 avrinningsområdena uppströms in blir den ackumulerade arean 14,88 kvadratkilometer. Vattendraget som avvattnar avrinningsområdet har biflödesordning 3, vilket innebär att vattnet flödar genom totalt 3 vattendrag innan det når havet efter 31 kilometer. Avrinningsområdet består mestadels av skog (96 procent). Avrinningsområdet har 0,2 kvadratkilometer vattenytor vilket ger det en sjöprocent på 3,1 procent.